# Blastomyces dermatitidis
Blastomyces dermatitidis é um fungo dimórfico, encontrado principalmente no solo e matéria orgânica da América do Norte, e pode causar blastomicose ao ser inalado. Geralmente afeta os pulmões e pele, mas também pode afetar o osso, próstata e outros órgãos. Era restrita ao continente norte-americano, mas nos últimos anos foram diagnosticados alguns casos autóctones na África, Ásia e Europa.

## Cultivo
Em ágar Sabouraud com dextrose a 25 °C, algumas colônias crescem rapidamente produzindo um micélio branco macio e outras crescem lentamente e não esporulam. Crescimento e esporulação são reforçadas por substâncias nitrogenadas encontrados no esterco e extrato de levedura. Microscopicamente são células ovais com uma parede lisa de 2-10 um de diâmetro ligadas por ramos curtos de hifas  (parecem uma árvore de natal sem folhas).
Em ágar sangue a 37 °C, as colônias são macroscopicamente enrugadas, lisas e brancas com bordas claras. Microscopicamente, se vêem células com uma parede grossa, em pares.

## Patologia
Penetra a pele lesionada que entre em contato com solo ou matéria orgânica causando abscessos, ou pode ser inalada e se multiplicar nos pulmões de pessoas imunossuprimidas (blastomicose pulmonar). Dos pulmões pode ir para outros órgãos ou para os ossos.